# Alessandro Fabian
Alessandro Fabian (* 7. Januar 1988 in Padua) ist ein italienischer Triathlet. Er ist Triathlon-Vizeeuropameister auf der Kurzdistanz (2013), zweifacher Olympiastarter (2012, 2016) und siebenfacher Staatsmeister auf der Triathlon-Kurzdistanz (2009–2014, 2017).

## Werdegang
2007 wurde der Polizist Alessandro Fabian Vierter bei der Junioren-Duathlon-Weltmeisterschaft. 2009 wurde er U23-Duathlon-Europameister und dann im September in den Vereinigten Staaten auch Duathlon-Weltmeister in der Klasse U23.
Im August 2012 belegte Fabian bei den Olympischen Sommerspielen im Triathlon den zehnten Rang.

### Nationaler Meister Triathlon 2013
Im Juni 2013 wurde Alessandro Fabian Triathlon-Vizeeuropameister auf der Kurzdistanz und im September auch italienischer Staatsmeister.
In Frankreich startet er beim Grand Prix de Triathlon für das Team Poissy Triathlon.
Im Mai 2016 wurde er Vierter bei der Triathlon-Europameisterschaft in Lissabon.
Alessandro Fabian ging bei den Olympischen Sommerspielen 2016 für Italien an den Start und belegte in Rio de Janeiro den 14. Rang. Bei der Weltmeisterschaft auf der Triathlon-Kurzdistanz belegte er im September 2016 in Mexiko mit seinem elften Rang im neunten und letzten Rennen der Rennserie als bester Italiener den 25. Rang.

### Nationaler Meister Triathlon 2017
Im Oktober 2017 wurde der damals 29-Jährige zum siebten Mal nach zuletzt 2014 nationaler Triathlon-Meister auf der Kurzdistanz.
Seit 2022 startet er auch auf der Mitteldistanz und im Oktober 2022 gewann er den Ironman 70.3 Venice-Jesolo und der 34-Jährige wurde Staatsmeister auf der Triathlon-Mitteldistanz.
Alessandro Fabian lebt in Padua.

## Sportliche Erfolge
| Datum/Jahr    | Rang | Wettbewerb                                          | Austragungsort | Zeit     | Bemerkung                                                                        |
| ------------- | ---- | --------------------------------------------------- | -------------- | -------- | -------------------------------------------------------------------------------- |
| 10. Nov. 2018 | 4    | ITU Triathlon World Cup                             | Miyazaki       | 01:50:00 |                                                                                  |
| 30. Sep. 2017 | 1    | ITA Triathlon National Championship Sprint Distance | Lignano        |          | Staatsmeister auf der Sprintdistanz                                              |
| 1. Okt. 2016  | 2    | ITA National Championship Sprint Distance Triathlon | Riccione       | 00:59:18 | Vizestaatsmeister auf der Sprintdistanz                                          |
| 3. Okt. 2015  | 1    | ITA National Championship Sprint Distance Triathlon | Riccione       | 00:58:17 | Staatsmeister auf der Sprintdistanz                                              |
| 7. März 2015  | 16   | ITU World Championship Series 2015                  | Abu Dhabi      | 00:53:41 | im ersten Rennen der Saison auf der Sprintdistanz                                |
| Okt. 2014     | 1    | ITA National Championship Sprint Distance Triathlon | Riccione       |          | Staatsmeister auf der Sprintdistanz                                              |
| 6. Juli 2014  | 2    | T3 Triathlon                                        | Düsseldorf     | 00:54:23 | Zweiter auf der Sprintdistanz (750 m Schwimmen, 20 km Radfahren und 5 km Laufen) |
| 5. Okt. 2013  | 3    | ITA National Championship Sprint Distance Triathlon | Lovadina       | 00:51:09 | Staatsmeisterschaft Sprintdistanz                                                |
| 6. Okt. 2012  | 2    | ITA National Championship Sprint Distance Triathlon | Tirrenia       | 00:53:55 | Vizestaatsmeister auf der Sprintdistanz                                          |
| 14. Juni 2009 | 1    | ITA National Championship Sprint Distance Triathlon | Gaggiano       | 00:55:41 | Staatsmeister auf der Sprintdistanz                                              |
| 8. Juli 2008  | 1    | ITA National Championship Sprint Distance Triathlon | Lecco          | 00:54:44 | Staatsmeister auf der Sprintdistanz                                              |
| Juli 2007     | 2    | ITA National Championship Sprint Distance Triathlon | Italien        |          | Vizestaatsmeister auf der Sprintdistanz                                          |
| 3. Sep. 2006  | 18   | ITU Triathlon World Championship Junior Men         | Lausanne       | 01:00:13 |                                                                                  |
| 23. Juni 2006 | 4    | ETU Triathlon European Championship Junior Men      | Autun          | 01:00:33 | Vierter in der Jugend-Klasse                                                     |

| Datum/Jahr    | Rang | Wettbewerb                                          | Austragungsort | Zeit     | Bemerkung                                           |
| ------------- | ---- | --------------------------------------------------- | -------------- | -------- | --------------------------------------------------- |
| 21. Aug. 2021 | 17   | ITU World Championship Series 2021                  | Edmonton       | 01:45:53 | Grand Final, Weltmeisterschaft                      |
| 2. Sep. 2018  | 3    | ITU Triathlon World Cup                             | Karlsbad       | 01:52:44 |                                                     |
| 7. Okt. 2017  | 1    | ITA Triathlon National Championships                | Lerici         | 01:55:03 |                                                     |
| 19. Sep. 2016 | 11   | ITU World Championship Series 2016                  | Cozumel        | 01:48:04 | Grand Final                                         |
| 18. Aug. 2016 | 14   | Olympische Sommerspiele 2016                        | Rio de Janeiro | 01:47:35 |                                                     |
| 28. Mai 2016  | 4    | ETU Triathlon European Championships                | Lissabon       | 01:50:37 | Europameisterschaft auf der olympischen Kurzdistanz |
| 28. Sep. 2014 | 2    | ITU Triathlon World Cup                             | Alanya         | 01:46:03 | Zweiter hinter dem Schweizer Sven Riederer          |
| 13. Sep. 2014 | 1    | ITA Triathlon National Championships                | Sapri          |          | Staatsmeister auf der Kurzdistanz                   |
| 6. Okt. 2013  | 2    | Garmin Barcelona Triathlon                          | Barcelona      | 01:47:49 |                                                     |
| 14. Juli 2012 | 1    | ITA Triathlon National Championships                | Tarzo Revine   |          | Staatsmeister auf der Kurzdistanz                   |
| 21. Apr. 2012 | 5    | ETU Short Distance Triathlon European Championships | Eilat          | 01:56:48 | Europameisterschaft auf der olympischen Kurzdistanz |
| 2. Juli 2011  | 1    | ITA Triathlon National Championships                | Tarzo Revine   |          | Staatsmeister auf der Kurzdistanz                   |
| 19. Sep. 2010 | 1    | ITA Triathlon National Championships                | Verbania       |          | Staatsmeister auf der Kurzdistanz                   |
| 19. Juli 2009 | 1    | ITA Triathlon National Championships                | Lago del Salto |          | Staatsmeister auf der Kurzdistanz                   |

| Datum/Jahr    | Rang | Wettbewerb                                           | Austragungsort | Zeit     | Bemerkung                           |
| ------------- | ---- | ---------------------------------------------------- | -------------- | -------- | ----------------------------------- |
| 12. Mai 2024  | 1    | Challenge Cesenatico                                 | Cesenatico     | 04:00:39 |                                     |
| 29. Okt. 2022 | 1    | ITA Middle Distance Triathlon National Championships | Borgo Egnazia  | 03:55:45 | Staatsmeister auf der Mitteldistanz |
| 9. Okt. 2022  | 1    | Ironman 70.3 Venice-Jesolo                           | Venedig        |          |                                     |
| 22. Apr. 2023 | 6    | Challenge Gran Canaria                               | Mogán          | 03:44:47 | [ 3 ]                               |
| 9. Dez. 2022  | 10   | Ironman 70.3 Bahrain                                 | Manama         | 03:52:43 | hinter dem Franzosen Vincent Luis   |

| Datum/Jahr    | Rang | Wettbewerb                                 | Austragungsort | Zeit     | Bemerkung                                                                                                |
| ------------- | ---- | ------------------------------------------ | -------------- | -------- | --- |
| 15. Juni 2013 | 2    | ETU Triathlon European Championships       | Alanya         | 01:42:16 | Vizeeuropameister auf der olympischen Kurzdistanz – nur sieben Sekunden hinter dem Russen Iwan Wassiliew |
| 7. Aug. 2012  | 10   | Olympische Sommerspiele 2012               | London         | 01:48:03 | |
| 26. Sep. 2009 | 1    | ITU Duathlon World Championship U23        | Concord        |          | U23-Duathlon-Weltmeister auf der Kurzdistanz                                                             |
| 23. Mai 2009  | 1    | ETU Duathlon European Championship U23     | Budapest       | 01:52:34 | U23-Duathlon-Europameister                                                                               |
| 19. Mai 2007  | 4    | ITU Duathlon World Championship Junior Men | Győr           | 00:51:02 | Junioren-Duathlon-Weltmeisterschaft                                                                      |
| 7. Okt. 2006  | 10   | ETU Duathlon European Championship U23     | Rimini         | 00:57:26 | Triathlon-Junioren-Europameisterschaft                                                                   |

(DNF – Did Not Finish)